# Tonio (film)
Tonio is een Nederlandse film uit 2016, geregisseerd door Paula van der Oest en gebaseerd op het gelijknamig boek van A.F.Th. van der Heijden.

## Verhaal
Tonio, de bijna 22-jarige zoon van een schrijver, wordt nabij het Amsterdamse Vondelpark geschept door een auto. Hij wordt naar het AMC vervoerd, waar hij nog diezelfde dag overlijdt. De schrijver en zijn vrouw zoeken naar een reconstructie van de laatste levensdagen van hun zoon, die tevens enig kind is. Pas maanden later durft de schrijver de plaats van het ongeval te bezoeken.

## Rolverdeling
| Acteur               | Personage       |
| -------------------- | --------------- |
| Pierre Bokma         | Adri, schrijver |
| Rifka Lodeizen       | Mirjam          |
| Chris Peters         | Tonio           |
| Tarik Moree          | Jim             |
| Henri Garcin         | Opa Natan       |
| Stefanie van Leersum | Jenny           |
| Beppie Melissen      | Oma             |
| Pauline Greidanus    | Hinde           |
| Hugo Haenen          | Frans           |
| Nick Vorsselman      | Tony’s vriend   |
| Harriët Stroet       | vroedvrouw      |

## Prijzen en nominaties
De film werd geselecteerd als Nederlandse inzending voor de beste niet-Engelstalige film voor de 89ste Oscaruitreiking. De film werd in november 2016 bekroond met een Gouden Film, omdat deze meer dan 100.000 bezoekers heeft getrokken. De film werd genomineerd voor zeven Gouden Kalveren, waarvan de film er één won.
| Jaar | Prijs       | Categorie               | Genomineerde       | Resultaat   |
| ---- | ----------- | ----------------------- | ------------------ | ----------- |
| 2017 | Gouden Kalf | Beste film              | Tonio              | Genomineerd |
| 2017 | Gouden Kalf | Beste regie             | Paula van der Oest | Genomineerd |
| 2017 | Gouden Kalf | Beste acteur            | Pierre Bokma       | Genomineerd |
| 2017 | Gouden Kalf | Beste actrice           | Rifka Lodeizen     | Genomineerd |
| 2017 | Gouden Kalf | Beste production design | Harry Ammerlaan    | Genomineerd |
| 2017 | Gouden Kalf | Beste camera            | Guido van Gennep   | Genomineerd |
| 2017 | Gouden Kalf | Beste montage           | Sander Vos         | Gewonnen    |